# Machina diferențială
Machina diferențială (1990) (titlu original în engleză The Difference Engine) este un roman științifico-fantastic de istorie alternativă scris de William Gibson și Bruce Sterling. Acțiunea romanului are loc în Era Victoriană în care Charles Babbage reușește să construiască „mașina analitică”, primul computer mecanic din lume, lucru care duce la rescrierea istoriei.

## Cadrul romanului
Acțiunea cărții se petrece în anul 1855. Istoria s-a îndepărtat de cursul real undeva prin 1824, când se presupune că Charles Babbage ar fi reușit să-și creeze mașina diferențială și a început dezvoltarea mașinii analitice. Puterea lui politică a crescut și, în alegerile generale din 1830, a luptat împotriva guvernului Tory al Ducelui de Wellington. În același an, Wellington a orchestrat o lovitură de stat în încercarea de a întoarce înfrângerea în favoarea sa, împiedicând schimbarea tehnologică și revolta socială, dar a fost asasinat în 1831. Astfel a ajuns la putere Partidul Radical Industrial condus de Lordul Byron, care nu a murit în Războiul de Independență al Greciei. Partidul Tory și aristocrația ereditară au intrat într-un con de umbră, în timp ce sindicatele britanice au susținut ascensiunea Partidului Radical Industrial (similar modului în care au ajutat Partidul Laburist în secolul XX al lumii reale). Prin urmare, revolta muncitorilor aparținând mișcării anti-tehnologice luddiste a fost reprimată.
Până în 1855, calculatoarele lui Babbage ajunseseră să fie produse în masă, devenind ubicue și ducând la inovații care au apărut în realitate doar în timpul revoluției tehnologiei informației și a revoluției Internetului. S-au dezvoltat și alte tehnologii acționate cu aburi, cum ar fi mașina cu aburi a lui Goldsworthy Gurney. Romanul explorează consecințele sociale ale unei revoluții în tehnologia informațiilor în secolul al nouăsprezecelea, cum ar fi apariția hackerilor și a oamenilor cu abilități deosebite în programarea mașinilor folosind cartelele perforate (cazul lui Théophile Gautier). 
În roman, Imperiul Britanic este mai puternic decât a fost în realitate, lucru datorat dezvoltării și folosirii la scară industrială a tehnologiilor cu aburi extrem de avansate. Pe lângă aceasta, tehnologiile militare similare au sporit capacitatea forțelor armate (vehicule aeriene, cuirasate dreadnought și artilerie). Sub conducerea Partidului Radical Industrial, Marea Britanie arată cel mai profund respect pentru personalitățile care conduc lumea științifică și industrială, cum sunt Isambard Kingdom Brunel și Charles Darwin. Aceștia sunt numiți "savanți" și deseori sunt înnobilați pe baza meritelor lor, provocând o rupere de trecut în ceea ce privește prestigiul social. Aceste noi direcții se reflectă și în sfera educației: studiile clasice și-au pierdut importanța în fața preocupărilor mult mai practice cum sunt ingineria și contabilitatea.
În această lume, Marea Britanie și nu Statele Unite ale Americii a deschis Japonia comerțului cu vestul, pe de o parte pentru că Statele Unite s-au fragmentat din cauza interferenței unei Britanii care a intuit implicațiile viitoare asupra lumii ale unor State Unite cu adevărat. În locul Statelor Unite actuale, în lumea romanului avem parte de o Statele Confederate ale Americii, Republica Texas, Republica California, Comuna Insulei Comuniste a Manhattanului (cu Karl Marx pe post de far călăuzitor), America de Nord britanică (analogă Canadei, dar mai întinsă), America rusă (Alaska) și terra nullius. Al Doilea Imperiu Francez al lui Napoleon al III-lea se află în relații bune cu Marea Britanie (Napoleon chiar s-a căsătorit cu o britanică) și a ocupat Mexicul. La fel ca Marea Britanie, are propriile mașini analitice/diferențiale (ordinatoare), folosite mai ales în activitățile de monitorizare ale forțelor de poliție și ale serviciilor de spionaj. Dintre celelalte puteri mondiale, Germania a rămas fragmentată (fără a se sugera că Prusia va deveni nucleul unei națiuni unite, așa cum a făcut-o în realitate în 1871, posibil din cauza unui sabotaj susținut al Franței - similar celui făcut de Marea Britanie în cazul Statelor Unite), iar Japonia se trezește la viață după ce Marea Britanie a scos-o din izolare (și pare pregătită să devină unul dintre liderii industriali și economici ai secolului XX, la fel ca în realitate. Datorită intervenției lorzilor Byron și Babbage, Marea Foamete Irlandeză nu are loc și, drept urmare, nu apar mișcări îndreptate spre independența Irlandei.
Printre alte personaje istorice, romanul îi cuprinde pe președintele texan Sam Houston (aici în exil după o lovitură de stat care a avut loc în Texas), Percy Bysshe Shelley (aici susținător al luddismului), John Keats (aici kinotropist) și Benjamin Disraeli (aici publicist și colaborator al tabloidelor).

## Intriga
Acțiunea cărții îi urmărește pe Sybil Gerard - o curtezană politică și fiica unui lider luddit executat, Edward Mallory - un paleontolog și explorator și Laurence Oliphant - un personaj istoric cu o carieră reală, așa cum apare portretizat în carte, de scriitor de romane de călătorie care sunt o acoperire pentru activitățile de spionaj "în slujba Maiestății Sale". Poveștile lor sunt legate de urmărirea cartelelor perforate ale unor calculatoare foarte performante, pe care vor să pună mâna diverse persoane.
De-a lungul narațiunii, multe personaje ajung să creadă că aceste cartele perforate aparțin unui program menit să permită câștiguri consistente la jocurile de noroc Doar în ultimele capitole se dezvăluie faptul că aceste cartele reprezintă un program care dovedește două teoreme, care în realitate nu vor fi descoperite decât în 1931 de Kurt Gödel.
Pentru a proteja cartelele, Mallory îi aduce pe frații săi și pe Ebenezer Fraser – un ofițer al poliției secrete – pentru a lupta împotriva revoluționarului Captain Swing, care conduce o răscoală în Londra în timpul Marii Duhori, un episod major al poluării, în timpul căruia Londra a trecut printr-o căldură înăbușitoare datorată unui fenomen de inversiune meteorologică (comparabil cu smogul din decembrie 1952).
Oliphant o întâlnește pe Sybil Gerard într-o cafenea pariziană și îi dezvăluie că îi cunoaște adevărata identitate, pe care se angajează să o țină secretă cu condiția ca ea să-i furnizeze informații compromițătoare la adresa lui Charles Egremont, care devenise un obstacol în calea ambițiilor strategice și politice ale lorzilor Brunel și Babbage. Sybil, care căuta de multă vreme o ocazie pentru a se răzbuna pe Egremont, îl ajută pe Oliphant să-i distrugă cariera și aspirațiile printr-un scandal politic.
Către finalul romanului, există o descriere distopică a unui 1991 alternativ, din punctul de vedere al Adei Lovelace: ființele umane au devenit digitizate, cifruri efemere aflate la mila inteligenței artificiale.

## Critici literare și importanță
Romanul a atras atenția criticii, Jay Clayton explorând atitudinea cărții în ceea ce privește activitatea hackerilor, precum și tratamentul aplicat lui Babbage și Ada Lovelace. Herbert Sussman demonstrează modul în care cartea rescrie romanul lui Benjamin Disraeli Sybil, în timp ce Brian McHale îl leagă de interesul postmodern în a găsi "noi căi în cadrul ficțiunii de a 'crea'".
Romanul a fost nominalizat la premiul BSFA, 1990, Nebula (1991), precum și premiile Campbell și Aurora (1992).